# Europejskie Igrzyska Halowe w Lekkoatletyce 1966 – skok w dal kobiet
Skok w dal kobiet – jedna z konkurencji technicznych rozgrywanych podczas lekkoatletycznych europejskich igrzysk halowych w hali Westfalenhalle w Dortmundzie. Kwalifikacje i finał (jak zresztą całe igrzyska) zostały rozegrane 27 marca 1966. Zwyciężyła reprezentantka Związku Radzieckiego Tatjana Szczełkanowa.

## Rezultaty

### Kwalifikacje
W kwalifikacjach wzięło udział 9 zawodniczek.
Opracowano na podstawie materiału źródłowego.
| Poz. | Zawodniczka          | Reprezentacja   | #1   | #2   | #3   | Rezultat | Uwagi |
| ---- | -------------------- | --------------- | ---- | ---- | ---- | -------- | ----- |
| 1.   | Tatjana Szczełkanowa | ZSRR            | 6,60 | –    | –    | 6,60     | Q,    |
| 2.   | Mary Rand            | Wielka Brytania | 6,32 | 6,16 | 6,23 | 6,32     | Q     |
| 3.   | Heide Rosendahl      | RFN             | 6,24 | 5,95 | 6,07 | 6,24     | Q     |
| 4.   | Oddrun Høkland       | Norwegia        | 5,86 | 5,98 | 5,56 | 5,98     | Q     |
| 5.   | Meta Antenen         | Szwajcaria      | 5,92 | 5,85 | 5,77 | 5,92     | Q     |
| 6.   | Viorica Viscopoleanu | Rumunia         | x    | 5,87 | 5,87 | 5,87     | Q     |
| 7.   | Nina Hansen          | Dania           | 4,29 | 5,39 | 5,56 | 5,56     |       |
| 8.   | Eva Kucmanová        | Czechosłowacja  | 5,53 | 5,04 | 5,28 | 5,53     |       |
| 9.   | Marlène Canguio      | Francja         | x    | 5,36 | 5,37 | 5,37     |       |

### Finał
Opracowano na podstawie materiału źródłowego.
| Poz. | Zawodniczka          | Reprezentacja   | Próby | Próby | Próby | Próby | Próby | Próby | Wynik | Uwagi |
| Poz. | Zawodniczka          | Reprezentacja   | 1     | 2     | 3     | 4     | 5     | 6     | Wynik | Uwagi |
| ---- | -------------------- | --------------- | ----- | ----- | ----- | ----- | ----- | ----- | ----- | ----- |
| 01 ! | Tatjana Szczełkanowa | ZSRR            | x     | 6,71  | 6,63  | x     | x     | 6,73  | 6,73  | WR    |
| 02 ! | Mary Rand            | Wielka Brytania | x     | 6,53  | 6,39  | 6,46  | 6,40  | 6,23  | 6,53  |       |
| 03 ! | Heide Rosendahl      | RFN             | 6,29  | 6,49  | 6,14  | x     | 6,10  | x     | 6,49  |       |
| 4.   | Viorica Viscopoleanu | Rumunia         | x     | 6,01  | x     | 5,82  | x     | 5,82  | 6,01  |       |
| 5.   | Oddrun Høkland       | Norwegia        | 5,72  | 5,83  | 5,93  | 5,83  | 5,66  | x     | 5,93  |       |
| 6.   | Meta Antenen         | Szwajcaria      | 5,66  | 5,83  | 5,73  | 5,69  | 5,71  | 5,77  | 5,83  |       |